# أدريان لويس (لاعب دارت)
أدريان لويس (بالإنجليزية: Adrian Lewis)‏ هو لاعب دارت بريطاني، ولد في 21 يناير 1985 في ستوك أون ترينت في المملكة المتحدة.

## وصلات خارجية
- أدريان لويس على موقع DartsDatabase.co.uk (الإنجليزية)